# Саймон (кот)
Кот Са́ймон (около 1947 — 28 ноября 1949) — корабельный кот с военного шлюпа (фрегата) «Аметист» (англ. HMS Amethyst) Королевского флота Великобритании. В 1949 году, после ранения шрапнелью во время инцидента на реке Янцзы, за поднятие морального духа во время инцидента и сохранение корабельных припасов от крыс был награждён высшей воинской наградой Великобритании для животных — медалью Марии Дикин.

## Происхождение
В марте 1948 года семнадцатилетний младший матрос Джордж Хикинботтом, член экипажа британского сторожевого корабля HMS Amethyst, нашёл Саймона на верфях Гонконга. На тот момент Саймону был приблизительно один год, он был болен и сильно истощён. Хикинботтом тайно взял кота на борт корабля. Благодаря хорошему умению ловить и убивать крыс, которыми кишели нижние палубы, Саймон очень быстро заслужил доверие команды. Кот прославился своими проделками: он приносил убитых крыс морякам в койки и частенько устраивался на ночлег в капитанской фуражке. Команда считала Саймона талисманом корабля.
В конце 1948 года Ян Гриффитс, бывший капитан корабля, передал кота своему преемнику Бернарду Скиннеру, которому дружелюбный кот сразу понравился. Первым заданием Скиннера на борту «Аметиста» было пройти вверх по реке Янцзы в Нанкин на смену патрульному кораблю HMS «Consort». На полпути вверх по реке батареи китайских коммунистов открыли огонь по сторожевому кораблю (это событие историки позже назовут «инцидентом на реке Янцзы»). Один из первых залпов пробил каюту капитана насквозь, убив Скиннера и серьёзно ранив Саймона.

## Выздоровление
Тяжело раненый кот выполз на палубу. Моряки увидели его и срочно доставили в корабельный лазарет. В лазарете выжившие после обстрела медики оказали ему первую помощь. Саймон был покрыт ожогами и ранами от шрапнели. Ожоги обработали, а из тела извлекли четыре шрапнельных пули. Мало кто думал, что он сможет протянуть хотя бы до утра. Однако кот выжил и даже вернулся к своим обязанностям, хотя новый капитан «Аметиста» не очень любил Саймона. Когда корабль причалил к берегу реки, на борт ринулись полчища крыс. Саймон энергично взялся за работу по их уничтожению. Он наведывался и в корабельный лазарет. При виде кота даже совсем молодые матросы понимали, что ранение — не повод падать духом.
Известность к Саймону пришла сразу после возвращения корабля с реки. О нём писали в новостях не только в Британии, но и по всему миру. Он был награждён медалью Марии Дикин («Крестом Виктории для животных»), медалью «Синего креста», медалью за поход «Аметиста» и даже получил необычное звание «Кот — отличник морской службы». Саймону приходило так много писем, что офицера «Аметиста», которому было поручено отвечать на эти письма, пришлось освободить от всех прочих обязанностей. Саймона принимали с почётом в каждом порту, в котором «Аметист» останавливался по дороге домой, но особо радушный приём ему устроили в ноябре, когда корабль вернулся в Плимут. Однако, как и всех животных, ввозимых в Великобританию, Саймона отправили в карантин, и он пробыл некоторое время в приюте для животных в графстве Суррей.

## Смерть
В приюте Саймон заразился вирусной инфекцией, по другой версии объелся некачественными продуктами. Ранения обострили течение болезни, несмотря на заботу ветеринаров и тысяч поклонников, Саймон скончался 28 ноября 1949 года. Сотни людей, включая всю команду HMS «Аметист», присутствовали на похоронах Саймона в Илфорде, в восточном Лондоне.

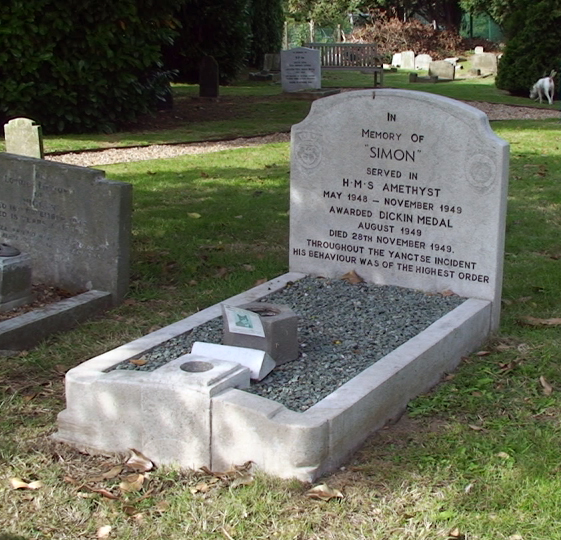
Надгробный камень на могиле Саймона

На его надгробном камне высечена надпись:
В

ПАМЯТЬ О

«САЙМОНЕ»

СЛУЖИВШЕМ

НА КОРАБЛЕ ЕГО ВЕЛИЧЕСТВА «АМЕТИСТ»

С МАЯ 1948 ПО НОЯБРЬ 1949,

НАГРАЖДЁННОМ МЕДАЛЬЮ МАРИИ ДИКИН

В АВГУСТЕ 1949,

УМЕРШЕМ 28 НОЯБРЯ 1949.

ВО ВРЕМЯ ИНЦИДЕНТА НА РЕКЕ ЯНЦЗЫ

ОН БЫЛ НА ВЫСОТЕ

В 1950 году П. Гэллико написал повесть «Дженни» в память о Саймоне.